# Chaetobranchopsis
Chaetobranchopsis és un gènere de peixos pertanyent a la família dels cíclids que es troba a Sud-amèrica.